# Фокс, Джулия
Джулия Фокс (англ. Julia Fox; род. 2 февраля 1990, Милан) — американская актриса и модель итальянского происхождения. Известна дебютной ролью в фильме «Неогранённые драгоценности» 2019 года, за которую она была номинирована на премию «Актёрский прорыв» на Gotham Awards 2019 года.

## Семья и образование
Фокс родилась в Милане в семье итальянки и американца. Свои детские годы она провела с дедом. В Италии жила в однокомнатной квартире со своей семьёй, но отметила, что «никогда не чувствовала себя там бедной, потому что жизнь не была бурной. Все вокруг было безлюдным, но исполненным любви и вкусной пищи». В шесть лет Джулия переехала в Нью-Йорк с отцом и поселилась в Йорквилле, Манхэттен. Затем вернулась в Италию на два года, в 14 лет, но к тому времени уже ощутила культурные различия между странами. Фокс работала на нескольких работах в сфере обслуживания, в том числе в обувном магазине и кондитерской, продавала мороженое. Посещала среднюю школу City-As-School и шесть месяцев работала доминатрикс.

## Карьера

### Работа моделью и модельером
Джулия Фокс начинала карьеру как дизайнер одежды и вместе со своей подругой Брианой Андалор запустила линию женского трикотажа класса люкс Franziska Fox, которая имела коммерческий успех. Она также работала художницей, фотографом и моделью, позируя для последнего обнажённого издания Playboy в 2015 году. Самостоятельно опубликовала два альбома фотографий, Symptomatic of a Relationship Gone Sour: Heartburn/Nausea в 2015 году и PTSD в 2016 году. В 2017 году Фокс организовала художественную выставку под названием RIP Julia Fox, на которой были представлены шелковые полотна, расписанные её собственной кровью.
С тех пор Джулия Фокс приняла участие в кампаниях для Diesel, Coach New York и Supreme; писала статьи для CR Fashion Book, The Last, Office, Wonderland, Vogue , Vogue Italia, The Face, Paper, V, Interview, , а также позировала для обложки Vogue Чехословакия.

### Актёрство и режиссура
Полнометражный дебют Фокс состоялся в фильме братьев Сафди для Netflix 2019 года «Неогранённые драгоценности», где она сыграла продавщицу выставочного зала и любовницу главного героя фильма Говарда Ратнера (его играет Адам Сэндлер), непостоянного торговца ювелирными изделиями и зависимого. Актриса была знакома с братьями Сафди почти десять лет после случайной встречи с Джошем Сафди в кафе в Сохо, Манхэттен. Впоследствии она была номинирована как за «актёрский прорыв» на Gotham Awards 2019.
Джулия также написала сценарий и сняла короткометражный фильм Fantasy Girls о группе подростков, привлечённых к секс-работе, живущим в Рино, штат Невада, вышедшем в 2021 году. Она снялась в фильме Бена Хози PVT Chat, сыграв веб-камщицу по имени Скарлетт. В США фильм вышел 5 февраля 2021 года . Также Фокс появилась в фильме «Никакого внезапного движения», вышедшем в США 1 июля 2021 года.
Она сыграла главную роль в драме «Кукла», которая вышла на экраны в 2022 году. Фокс также намерена сыграть голливудскую парикмахершу Керри Уайт в будущем байопике «Upper cut», основанном на мемуарах Уайт. В марте 2022 года было объявлено, что Джулия сыграет главную роль в чёрной комедии «Тренер» вместе с Вито Шнабелем, также сценаристом фильма, и Стивеном Ван Зандтом под руководством режиссёра Тони Кэя.

## Личная жизнь
В ноябре 2018 года Фокс вышла замуж за пилота частных самолётов Питера Артемьева. Они развелись в июле 2020 года. Проживали вместе в Йорквилле, Манхеттен. 17 января 2021 года у них родился сын. В октябре 2022 года она рассказала, что пережила послеродовую депрессию. Она также заявляла, что страдает обсессивно-компульсивным расстройством (ОКР) и синдром дефицита внимания и гиперактивности (СДВГ).
В январе 2022 года Фокс подтвердила, что вступила в отношения с рэпером Канье Уэстом в статье, написанной для Interview. Они расстались в следующем месяце. Фокс утверждала, что она встречалась с Уэстом специально, чтобы «дать людям о чём поговорить» во время пандемии COVID-19. Вскоре после разрыва, поддельный заголовок интервью Фокс, в котором утверждалось, что это произошло из-за того, что Уэст не любил её переход в «режим гоблина», стал вирусным в сети, что побуждало к распространению употребления фразы «режим гоблина». Фокс опровергла эти заявления.
В 2024 году Фокс совершила каминг-аут как лесбиянка.

## Фильмография

### Фильмы
| Год  | Название                            | Роль            | Примечания           |
| ---- | ----------------------------------- | --------------- | -------------------- |
| 2018 | Большая американская борьба в грязи | Невеста         | Короткометражный     |
| 2019 | Неогранённые драгоценности          | Джулия Де Фиоре | Полнометражный дебют |
| 2020 | PVT-чат                             | Скарлет         |                      |
| 2020 | Рай                                 | Эль             | Короткометражный     |
| 2021 | Без резких движений                 | Ванесса Капелли |                      |
| 2022 | Марионетка                          | Джулия          |                      |
| 2024 | Тренер                              | Би              |                      |
| 2024 | Присутствие                         | Сиси            |                      |
| 2025 | Ему                                 | Элси Уайт       | Пост-продакшн        |
|      | Ночь всегда приходит                |                 | Пост-продакшн        |

### Телевидение
| Год  | Название              | Роль               | Примечания                |
| ---- | --------------------- | ------------------ | ------------------------- |
| 2020 | Действовать ради дела | Титания / Ипполита | Эпизод: «Сон летней ночи» |

### Видеоклипы
| Год  | Название       | Исполнитель                        | Примечания |
| ---- | -------------- | ---------------------------------- | ---------- |
| 2019 | «JACKBOYS»     | JackBoys                           |            |
| 2020 | «Nothing Good» | Goody Grace feat. G-Eazy & Juicy J |            |
| 2024 | «360»          | Charli XCX                         |            |

## Награды и номинации
| год  | Номинированная работа      | Награда                          | Категория                          | Результат | Ссылки |
| ---- | -------------------------- | -------------------------------- | ---------------------------------- | --------- | ------ |
| 2019 | Неогранённые драгоценности | Ассоциация кинокритиков Чикаго   | Наиболее перспективный исполнитель | Номинация | [ 34 ] |
| 2019 | Неогранённые драгоценности | Ассоциация кинокритиков Джорджии | Награда за прорыв                  | Номинация | [ 35 ] |
| 2019 | Неогранённые драгоценности | Gotham Awards                    | Актёрский прорыв                   | Номинация | [ 36 ] |
| 2019 | Неогранённые драгоценности | Ассоциация кинокритиков Торонто  | Лучшая актриса второго плана       | Номинация | [ 37 ] |